# Eric Kaplan
Eric Kaplan je americký televizní scenárista a producent. Pracoval například na Noční show Davida Lettermana, Andy Richter Controls the Universe, Malcolm in the Middle, Futuramě, Simpsonových, Ricku a Mortym či Teorii velkého třesku.

## Raný život
Kaplan vyrůstal v židovské rodině ve Flatbushi v Brooklynu, kde byl jeho otec právníkem a matka učila biologii na střední škole Erasmus Hall. Kaplan absolvoval střední školu Hunter College a Harvardovu univerzitu (kde psal pro Harvard Lampoon) v roce 1989. Předtím, než se Kaplan věnoval kariéře profesionálního spisovatele, působil jako učitel angličtiny v Thajsku. Poté absolvoval pětileté postgraduální studium filozofie na Kolumbijské univerzitě a Kalifornské univerzitě v Berkeley.
Od roku 1986 byl Kaplan stážistou v redakci časopisu Spy.

## Kariéra v televizi
První práce Erica Kaplana jako televizního scenáristy byla v Noční show Davida Lettermana, na které pracoval rok a půl, než ji opustil a přestěhoval se do Hollywoodu, kde hledal práci v „půlhodinové“ tvorbě. V té době se Kaplan dozvěděl o Mattu Groeningovi, který připravoval pořad odehrávající se v roce 3000. Z tohoto pořadu se vyklubala Futurama. Poté, co se Eric ucházel o práci na tomto pořadu a použil několik ukázek psaní, musel se dle svých slov „potit více než měsíc“, než práci získal. Po zrušení Futuramy se Kaplan pustil do práce pro krátký komediální seriál Andy Richter Controls the Universe, pro nějž napsal jednu epizodu. Poté, co společnost Fox seriál zrušila, začal Eric Kaplan pracovat na seriálovém hitu Malcolm in the Middle, napsal také epizodu Girlfriends populárního seriálu HBO Flight of the Conchords.

### Futurama
V prvním roce svého působení ve Futuramě, který byl zároveň první řadou seriálu, působil Kaplan jako editor příběhů všech epizod. Ačkoli se podílel na mnoha aspektech celé první řady, Kaplan se dočkal scénáře až po devíti dílech. Po této premiérové řadě byl povýšen na producenta. Tuto roli si udržel až do konce seriálu.
Kaplan je autorem scénářů k následujícím dílům Futuramy:
- Peklo jsou ti druzí roboti
- Zamilovaný korýš
- O původu kyklopů
- Vyhnání z Frye
- Nebezpečné robo-známosti
- Čtyři z rakety a pes
- Tři sta babek

Podílel se také na scénářích filmů Futurama: Milion a jedno chapadlo a Futurama: Benderova hra.

### Další seriály
Eric Kaplan napsal scénář k dílu 24. řady Simpsonových Sága o Carlovi, šest dílů seriálu Malcolm in the Middle a epizodu Girlfriends seriálu Flight of the Conchords. Byl scenáristou a výkonným producentem seriálu Teorie velkého třesku. Je také autorem internetového webového seriál Zombie College, jenž se točil kolem studentů na vysoké škole plné zombie.
Kaplan se podílel na tvorbě seriálu The Drinky Crow Show, který vznikl na motivy komiksu Maakies od Tonyho Millionaira pro Adult Swim. Pilotní díl byl odvysílán 17. května 2007 a seriál měl premiéru v listopadu 2008.

### Mirari Films
Eric Kaplan je vedoucím studia Mirari Films, jež se zabývá animací a VFX. Kromě The Drinky Crow Show produkuje Mirari Films pro Comedy Central seriál The Adventures of Baxter and McGuire a připravuje pořady s několika umělci z oblasti komedie a komiksu. Studio rovněž natočilo seriály The Problem Solverz, King Star King a Brickleberry.

### Filozofická díla
Kniha Erica Kaplana Does Santa Exist?: A Philosophical Investigation vyšla v nakladatelství Dutton Books v roce 2015. Jedná se o vážné i humorné filozofické dílo. Kaplan také přispíval do The Stone, filozofického blogu The New York Times, a získal doktorát z filozofie na univerzitě v Berkeley. Jeho doktorská práce pojednává o humoru Sørena Kierkegaarda.
Eric Kaplan poskytl v roce 2020 rozhovor svému celoživotnímu příteli Rogeru Kimmel Smithovi. Jejich rozhovor o humoru a filozofii byl zveřejněn prostřednictvím kanálu YouTube When Humanists Attack.